# Melomys cooperae
Melomys cooperae is een knaagdier uit het geslacht Melomys dat voorkomt in de zuidelijke Molukken. Hij komt alleen voor op het eiland Yamdena (8°09'Z, 130°53'O) in de Yamdena-groep in de provincie Maluku Selatan. Het holotype, MZB 15902, werd gevonden in wit zand op 30 m van de kust. De soort is genoemd naar Norah Cooper voor zijn vijftigste verjaardag en zijn werk op het Western Australian Museum. Door Menzies (1996), die het geslacht Melomys in vieren splitste, werd hij niet onderzocht, maar volgens Musser & Carleton (2005) hoort hij bij de "rufescens-leucogaster-groep". M. cooperae heeft een grote derde kies, een zeer lange staart en witte wangen.